# Il mistero della pergamena copta
Il mistero della pergamena copta (Das fünfte Evangelium) è un romanzo di Philipp Vandenberg, pubblicato nel 1998 dalla casa editrice Piemme. 
Successivamente è stato ristampato con il titolo Il mistero della pergamena.
La rivelazione del libro, dove si narra della scoperta di una pergamena copta che contiene un vangelo scritto dal figlio di Gesù e Maria Maddalena, è stata resa famosa da Dan Brown ne Il codice da Vinci scritto però 10 anni dopo.
Ma l'ipotesi di una possibile relazione tra Gesù e Maria Maddalena, i quali anche avrebbero generato almeno un figlio, era già stata proposta in The Jesus Scroll, pubblicato per la prima volta nel 1972.
Tale ipotesi era stata ripresa nel 1982 col libro di Baigent, Leigh e Lincoln Il santo Graal che Brown fa comparire tra i volumi presenti nella biblioteca di Leigh Teabing, personaggio de Il codice Da Vinci.
La divulgazione del dibattuto contenuto del cosiddetto Vangelo della moglie di Gesù, scritto proprio in copto, forse risalente al II sec., ha riportato alla ribalta il tema della relazione tra Gesù e Maria Maddalena.

## Edizioni
- Philipp Vandenberg, Il mistero della pergamena copta, traduzione di Anna Martini Lichtner, (copertina rigida), Piemme, 1993,  p. 384, ISBN 88-384-4020-4.
- Philipp Vandenberg, Il mistero della pergamena, traduzione di Anna Martini Lichtner, Piemme, 1993, ISBN 88-384-6800-1.